# کوه وزنه
کوه وزنه در ۴۰ کیلومتری غرب سقز و نزدیک روستای خاپوره‌ده واقع شده و ۲۷۱۵ متر ارتفاع دارد. این کوه جزو کوهستان زاگرس است و تونل گردنه خان از دامنه آن عبور می‌کند.

## پوشش گیاهی
محدوده گردنه خان و رشته کوه‌های ادامه آن که در این مسیر گسترده شده‌اند، از جمله کوه وزنه در واقع مرز میان جنگلهای غرب زاگرس در این ناحیه و مراتع گسترده هستند به نحوی که دامنه‌های غربی این رشته کوه‌ها جنگلی و دامنه‌های شرقی آن را مراتع سر سبز و زیبا تشکیل می‌دهد که این تنوع گیاهی و آب‌وهوایی، زیبای منطقه را دو چندان کرده‌است.

## مسیر صعود به قله
مسیر صعود به قله وزنه از روستای خاپوره‌ده شروع می‌شود.

## پیست اسکی وزنه

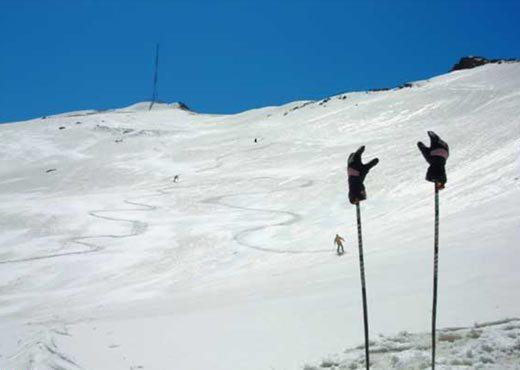
پیست اسکی وزنه

پیست اسکی وزنه بر دامنه شمالی کوه وزنه و به طرف روستای خاپوره‌ده قرار گرفته‌است که از قله با ارتفاع ۲۷۰۰ متر شروع و به سمت پایین و با شیب بسیار مناسب تا ارتفاع ۲۰۰۰ متر امتداد می‌یابد طول این مسیر به ۱۵۰۰ متر می‌رسد و اختلاف ارتفاع آن از ابتدا تا انتهای پیست به ۷۰۰ متر می‌رسد.
از آنجا که ارتفاعات گردنه خان و خصوصا کوه وزنه با آغاز اولین بارش‌های پاییزی و تقریباً از اواسط آبان ماه سفید پوش می‌شود آذر ماه شروع فصل اسکی در کوه وزنه به حساب می‌آید و با ماندگاری برف قابل اسکی تا اواسط اردیبهشت حداقل برای ۵ ماه از سال که کاملاً سفید پوش است و می‌توان در آن اسکی کرد به طوری که عمق برف در اواخر فرودین ماه در تمام طول پیست بیش از یک متر بوده‌است.
پیست اسکی وزَنه در سال ۱۳۸۴ از لحاظ دارا بودن شرایط یک پیست استاندارد به تأیید کارشناسان فنی فدراسیون اسکی کشور رسید.
این پیست از لحاظ شرایط آب هوایی و خصوصیت برفگیر بودن جزو مناطق ممتاز ایران به حساب می‌آید.